# Shepperton
Shepperton är en ort i grevskapet Surrey i sydöstra England. Orten ligger i distriktet Spelthorne, cirka 25,5 kilometer sydväst om centrala London. Tätorten (built-up area) hade 5 916 invånare vid folkräkningen år 2021.
Shepperton tillhör den delen av Middlesex som blev en del av Surrey år 1965. Orten var en civil parish fram till 1974. Civil parishen hade 6 060 invånare år 1951. Shepperton nämndes i Domedagsboken (Domesday Book) år 1086, och kallades då Scepertone.